# Powellton (Virginia Occidental)
Powellton es un lugar designado por el censo ubicado en el condado de Fayette en el estado estadounidense de Virginia Occidental. En el Censo de 2010 tenía una población de 619 habitantes y una densidad poblacional de 44,65 personas por km².

## Geografía
Powellton se encuentra ubicado en las coordenadas 38°5′39″N 81°19′19″O / 38.09417, -81.32194. Según la Oficina del Censo de los Estados Unidos, Powellton tiene una superficie total de 13.86 km², de la cual 13.86 km² corresponden a tierra firme y (0%) 0 km² es agua.

## Demografía
Según el censo de 2010, había 619 personas residiendo en Powellton. La densidad de población era de 44,65 hab./km². De los 619 habitantes, Powellton estaba compuesto por el 90.95% blancos, el 8.08% eran afroamericanos, el 0% eran amerindios, el 0% eran asiáticos, el 0% eran isleños del Pacífico, el 0% eran de otras razas y el 0.97% pertenecían a dos o más razas. Del total de la población el 0.48% eran hispanos o latinos de cualquier raza.